# René Wegner
René Wegner (* 30. Oktober 1983 in Wittingen) ist ein ehemaliger deutscher Fußballspieler. Er war Abwehrspieler und spielte zuletzt beim VfB Oldenburg.

## Karriere
Wegner spielte in seiner Jugend bei DJK Reislingen Neuhaus, einem Verein aus Wolfsburg. Mit 15 Jahren wechselte er zu Eintracht Braunschweig. Von 2002 bis 2007 spielte er überwiegend in der zweiten Mannschaft des Vereins, kam jedoch auch zu Regional- und Zweitligaeinsätzen in der ersten Mannschaft. Zur Saison 2007/08 wechselte René Wegner zum Oberligisten VfB Oldenburg, den er jedoch bereits nach einem halben Jahr wieder verließ und sich daraufhin dem Amateurverein FC Brome anschloss. 
Von Oktober 2009 an war er Trainer beim Landesligisten VfB Fallersleben, gab aber Ende September 2014 seinen Rücktritt zum Saisonende aus persönlichen Gründen bekannt. Am 14. November 2014 wurde er vorzeitig entlassen. Nachdem er einige Zeit die C-Jugend des MTV Gifhorn trainiert hatte, wurde er ab Sommer 2016 Co-Trainer bei der U17 von Eintracht Braunschweig.